# Martensiet
Martensiet (naar de Duitse materiaalkundige Adolf Martens) is een zeer harde en brosse metastabiele verschijningsvorm van staal, waarin de ijzeratomen niet kubisch ruimtelijk gecentreerd (krg) zijn (zoals ferriet), maar wegens de koolstofatomen op de assen zijn de roosterparameters ongelijk dus tetragonaal ruimtelijk gecentreerd.
Martensiet ontstaat wanneer austeniet, een andere verschijningsvorm van staal met een kubisch vlakgecentreerd (kvg) rooster en minder dan 3,83% koolstof, vanuit zone 05 in het IJzer-koolstofdiagram snel (in enkele seconden tot minuten) afgekoeld 'afgeschrikt' wordt, bijvoorbeeld in water of olie (zg. martensitische transformatie).
Omdat bij snelle afkoeling vanuit austeniet er geen tijd is voor koolstofdiffusie (en dus geen tijd is om cementiet te vormen) blijft alle koolstof in het ferriet (wat bijna geen koolstof kan bevatten). Dit zorgt voor veel interne spanningen en maakt het materiaal erg bros.
Deze verschijningsvorm is niet stabiel, het is metastabiel. Daarom is martensiet niet terug te vinden in het ijzer-koolstofdiagram.
Er bestaat ook martensitisch roestvast staal, wat bijvoorbeeld wordt toegepast in messen. Dit is wel ferromagnetisch in tegenstelling tot het meest toegepaste austenitisch roestvast staal, dat zachter is. Een Zwitsers zakmes is van martensiet.

Martensiet komt niet voor in het ijzer-koolstofdiagram, omdat het metastabiel is
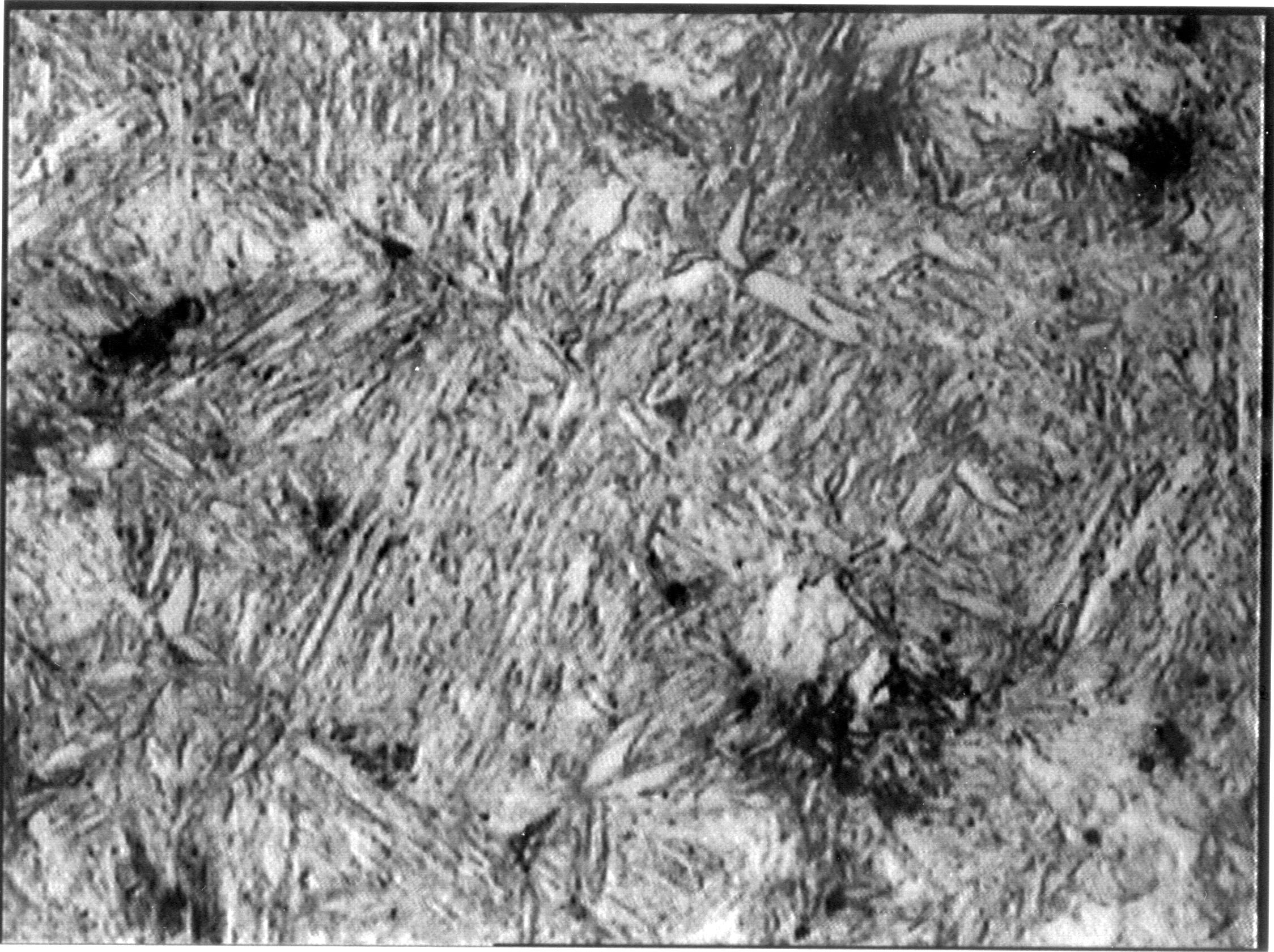
De naaldvormige microstructuur van martensiet onder de microscoop
Diagram dat de start s en het einde f van de omzetting naar martensiet aangeeft volgens de temperatuur en het koolstofgehalte
Eenheidscel van martensiet
Kristalstructuur overgang naar martensiet
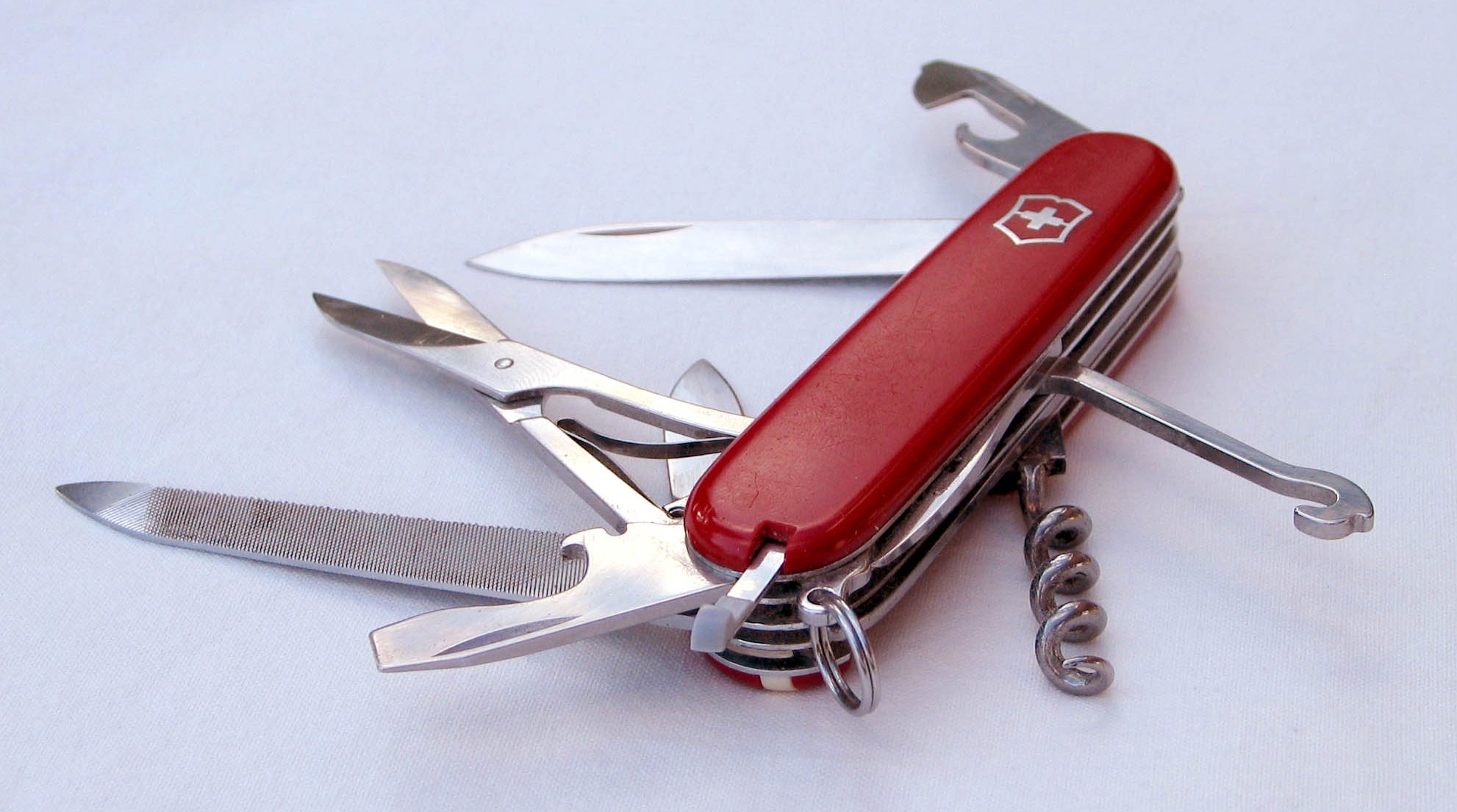
Een Zwitsers zakmes is van martensiet